# Adalbert II d'Ostrevent
Pour les articles homonymes, voir Adalbert.
Adalbert II d'Ostrevent († 790), ou Adelbert, seigneur d'Ostrevent, époux de la comtesse Reine, père de dix filles, dont sainte Renfroie.

## Biographie
Il est le fils d'Adalbald d'Ostrevent et de Régina de France.
Il est fondateur avec son épouse de l'abbaye de Denain en 764.

## L'Ostrevent
L'Ostrevent, ou les pays d'Ostrevant, est une région située en grande partie sur le département du Nord, le reste se situant dans le Pas-de-Calais. Elle a pour frontières la Scarpe au nord, l'Escaut et la Sensée à l'est et au sud. Sa capitale est Bouchain. Le nom d'Ostrevant est resté attaché à certaines communes du Douaisis. Elle bénéficie de nombreux avantages géographiques : de grandes routes comme les nationales 45, 43 et 455 (future A21), ainsi que de l'A2, l'A26 et l'A21. Il s'agit d'une ancienne région minière et agricole.